# Gotō Shōjirō

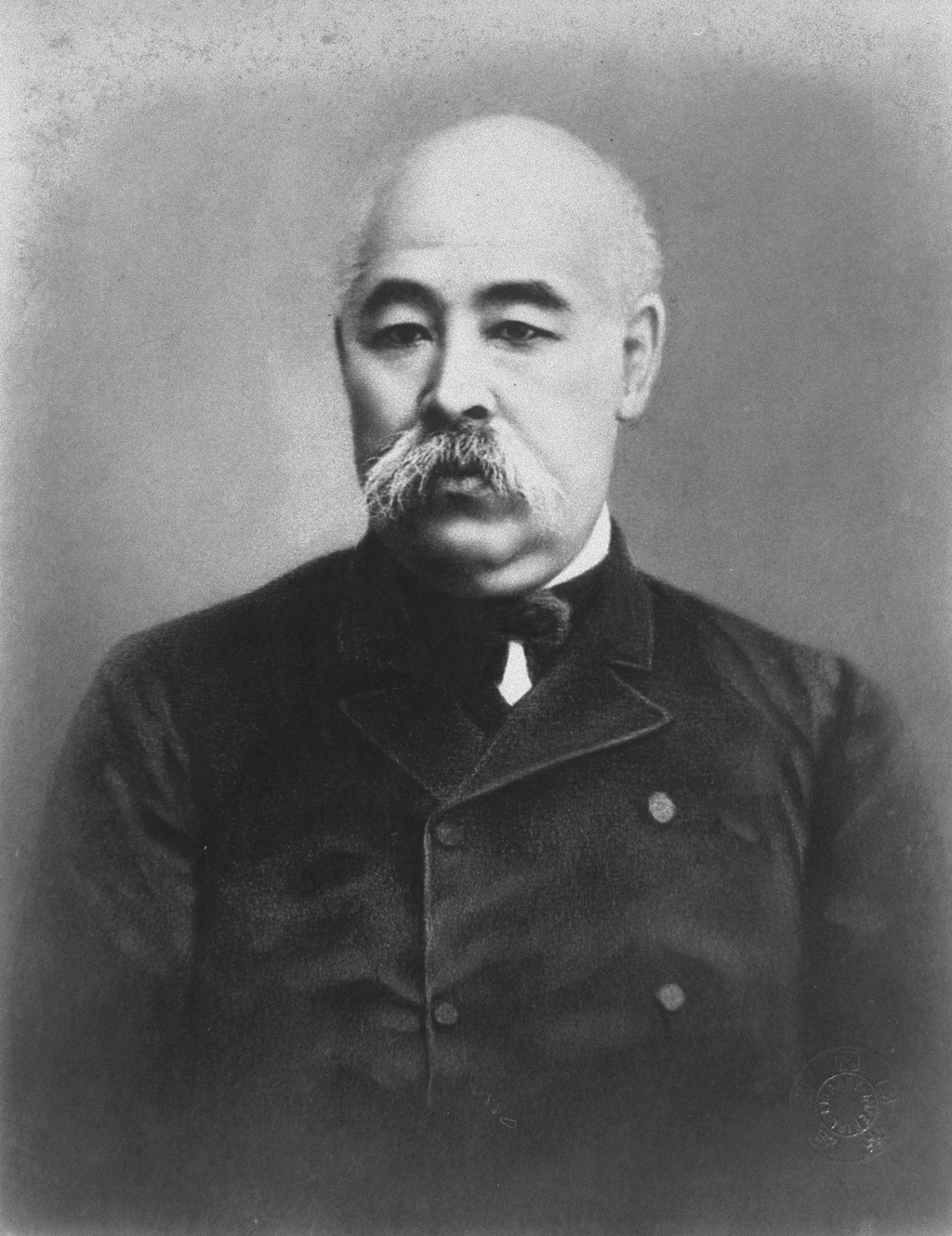
Gotō Shōjirō

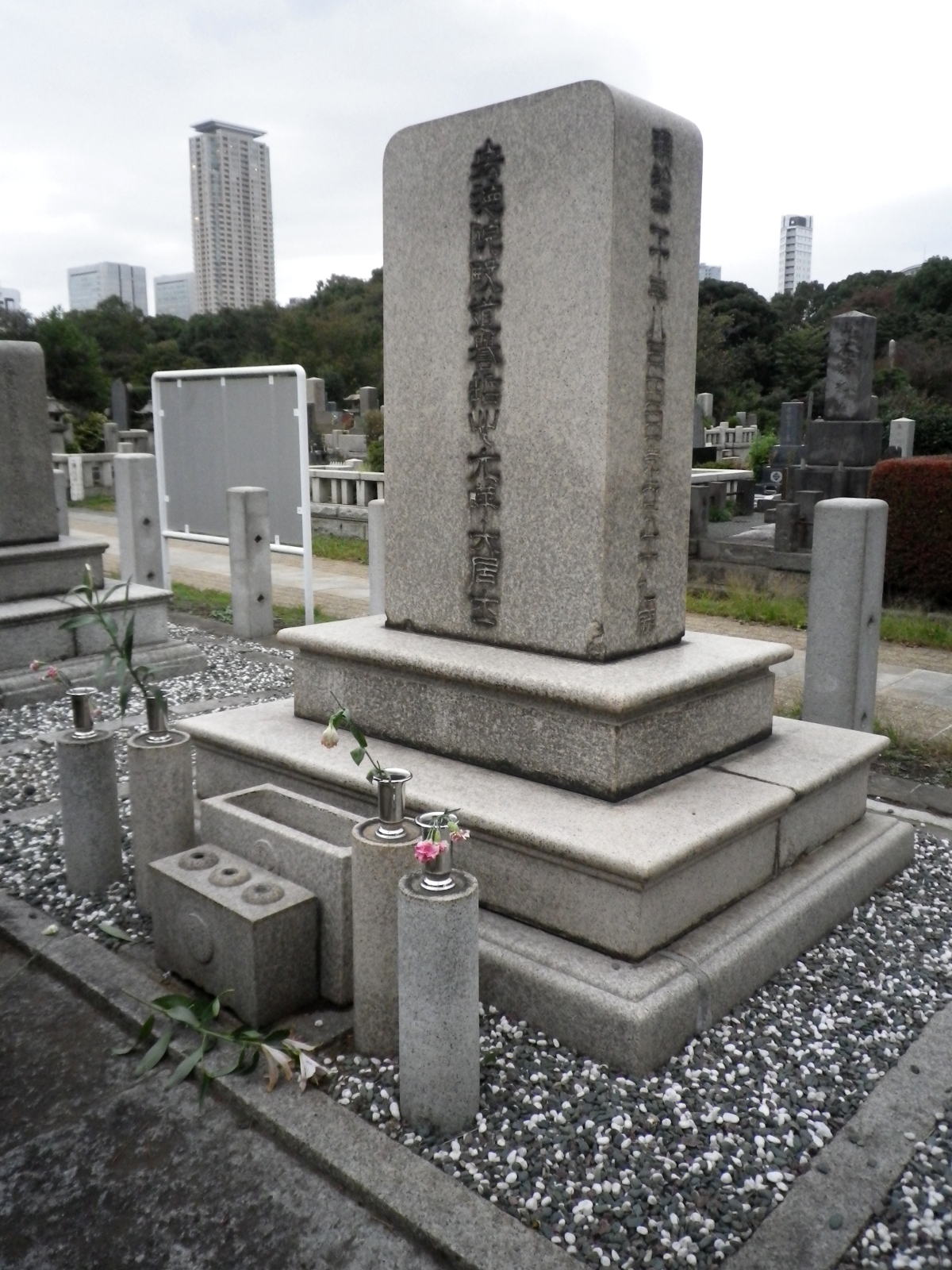
Grab aus dem Friedhof Aoyama

Gotō Shōjirō (japanisch 後藤 象二郎; * 13. April 1838 in Kōchi, Provinz Tosa; † 4. August 1897 in Hakone) war ein japanischer Politiker der Meiji-Zeit. Er gehörte zur Meiji-Oligarchie.

## Leben und Wirken
Gotō Shōjirō, Sohn eines Samurai, studierte am Kaiseijo (開成所), der Lehranstalt des Shogunats, und spielte dann eine wichtige Rolle in der Regierung des Tosa-han. Beeinflusst von Sakamoto Ryōma wurde er ein führender Verfechter einer friedlichen Wiederherstellung der kaiserlichen Macht.
1868 trat Gotō in die neue Regierung ein und arbeitete im Auswärtigen Amt, für die Stärkung der Industrie und dann als Gouverneur von Osaka, bis er dann Mitglied im Genrōin wurde. Aber er trat im Zusammenhang mit der Diskussion um einen Einmarsch in Korea (征韓論, Seikanron) 1873 zurück.
Für den Rest seines Lebens interessierte sich Gotō für die koreanischen Angelegenheiten. Er beteiligte sich an der Gründung der Patriotischen Partei (愛国公党, Aikoku Kōtō) und setzte sich für einen gewählten verfassungsgebenden Reichstag ein.
Nach der Osaka-Konferenz 1875 kehrte der für kurze Zeit wieder in die Regierung zurück. Er leitete dann einige Zeit die Kohlegruben von Takashima auf Kyūshū, konnte aber keine Gewinne erzielen und verkaufte schließlich seine Beteiligung an Iwasaki Yatarō. 1881 wurde Gotō Gründungsmitglied der Partei Liberalen Partei (自由党, Jiyūtō), aber im folgenden Jahr überredete ihn die Regierung, zusammen mit Itagaki Taisuke das Ausland zu bereisen.
1887 wurde er Gründungsmitglied der gegen die Regierung opponierenden Daidō-Danketsu-Bewegung, wurde aber überredet, das aufzugeben und von 1889 bis 1892 als Minister für Kommunikation in der Regierung mitzuwirken. 1892 wurde er Minister für Landwirtschaft und Handel, trat aber 1894 zurück.
Gotō wurde auf dem Friedhof Aoyama bestattet.